# Quiddité
La quiddité (ou forme substantielle) est, en philosophie métaphysique, l'essence d'un objet, c'est-à-dire sa qualité essentielle, son être propre.

## Concept
Le concept de quiddité vient du latin quidditas, formé d'après le mot quid (« quoi »). Il est parfois appelé forme substantielle, du grec : τὸ τί ἦν εἶναι (to ti ên einai). Il s'agit de la qualité essentielle d'un objet. Pour traduire le syntagme τὸ τί ἦν εἶναι, to ti ên einai, les différentes traductions des mêmes textes d'Aristote varient : « quiddité »,, « forme substantielle », « essence », « essence de la chose », « ce qui fait que la chose est ce qu'elle est », « l'être ce que c'est de chaque chose », ou encore, plus explicitement, « l'essentiel de l'essence d'une chose ».
Selon Aristote, la qualité essentielle d'un objet lui est conférée par sa forme, et non par sa matière. La matière d'un objet (le bois, l'acier, etc.) n'est en effet qu'une possibilité pour un objet, alors que c'est la forme qui détermine l'objet. On peut produire un lit avec du bois ou de la pierre, la matière n'est donc pas déterminante pour le produire ; en revanche, une fois que le lit a la forme d'un lit, il est véritablement lit. Ainsi, chez le Stagirite, « la forme substantielle est le principe qui individue une substance. Les choses physiques sont composées de matière passive et d'une forme active : il y a un principe substantiel générateur de la chose. La nature d'une chose n'est autre que la forme de cette chose. La forme est le principe interne de mouvement qui situe un être dans la classe des êtres naturels. »
Il y a science de chaque chose quand nous en connaissons la quiddité, car la quiddité est ce qui définit ce que chaque étant est ; c'est la réponse à la question « qu'est-ce que c'est ? » (en latin, « quid sit »). La quiddité concerne ce qui est essentiel, et non ce qui est accidentel (voir Accident et essence).
Ainsi, pour Aristote, la quiddité de l'homme, c'est l'âme. Dans sa Métaphysique, livre Z, Aristote donne la définition suivante :

« La substance de chaque être est soit la quiddité, soit l'universel, soit le genre, soit, en quatrième lieu, le sujet. (...) La quiddité de chaque être, c'est ce qu'il est dit être par soi. Être toi, en effet, ce n'est pas être musicien, car ce n'est pas par toi que tu es musicien ; ta quiddité est donc ce que tu es par toi. (...) La véritable énonciation de la quiddité de chaque être est celle qui exprime la nature de l'être défini, mais dans laquelle ne figure pas cet être lui-même (...). La quiddité d'un être est son essence individuelle et déterminée. »

## Postérité

### Scolastique
Le concept a connu une grande postérité au sein de la scolastique, dont il fait partie du vocabulaire essentiel. Étienne Gilson le définit comme un « principe actif du composé substantiel, qui, s'unissant à la matière, constitue avec elle un corps naturel et le situe dans une espèce déterminée » .
Ainsi, pour la scolastique, « l'âme de l'homme est la forme substantielle de son corps, de telle sorte que l'homme ne peut être défini ni le corps à part, ni l'âme à part, ni une âme qui entrerait simplement en contact avec le corps sans participer à son mode d'être, mais l'unité substantielle composée de l'âme et du corps. »
Le Dictionnaire de terminologie scolastique dit ceci : « Forma substantialis : La forme substantielle est ce qui constitue un être dans son espèce déterminée. C'est le principe qui détermine la matière première à une espèce propre, à être arbre, animal, homme, etc ».
La forme substantielle ou quiddité de chaque chose, dit saint Bonaventure, « considérée en soi, se nomme essence et, considérée par rapport à l'opération, nature ». La forme substantielle d'un être est donc le principe de sa vie propre, de son espèce et de ses opérations.

### Maïmonide
Moïse Maïmonide écrit : « On sait que l'existence est un accident survenu à ce qui existe ; c'est pourquoi elle est quelque chose d'accessoire à la quiddité de ce qui existe. Ceci est une chose évidente et nécessaire dans tout ce dont l'existence a une cause ; car son existence est une chose ajoutée à sa quiddité. »

### Descartes
Descartes rejette les qualités sensibles d'Aristote (chaud, froid, sec, humide, qui ne sont que des effets des déterminations mécaniques, et non des principes), les formes substantielles des scolastiques, les qualités occultes de Galien (inintelligibles). Il pense possible de tout expliquer par la physique mécaniste, grandeur, figure et mouvement. La pesanteur s'explique par le mouvement. Les formes substantielles confondent attributs du corps et attributs de l'âme.

« et quels sont tous les autres effets, dont je crois avoir ici donné des raisons assez claires, sans les déduire d'aucuns autres principes, que de ceux qui sont généralement reçus et connus de tout le monde, à savoir de la grandeur, figure, situation et mouvement des diverses parties de la matière, il me semble qu'il aura un sujet de se  persuader qu'on ne remarque aucunes qualités qui soient si occultes, ni aucuns effets de sympathie ou antipathie, si merveilleux et si étranges, ni enfin aucune autre chose si rare en la nature (pourvu qu'elle ne procède que des causes purement matérielles et destituées de pensées ou de libre arbitre)) que la raison n'en puisse être donnée par le moyen de ces mêmes principes. »

Cependant, Descartes admet un cas où garder la forme substantielle : l'expérience de l'union substantielle de l'âme et du corps de l'homme. L'âme est la forme substantielle de l'homme (anima est vera forma substantialis hominis).

### Leibniz
Leibniz donne à l'expression « forme substantielle » le sens d'âme ou d'esprit. Lui aussi, comme Descartes, ne rejette pas tout. Pour lui les formes substantielles sont les principes métaphysiques qui fondent les déterminations mécaniques. La forme substantielle remplit la fonction d'un principe d'identité des substances corporelles.

« Je me souviens (écrit-il en 1715 à Remond de Montfort) que je me promenai seul dans un bocage auprès de Leipzig, appelé le Rosenthal, à l'âge de quinze ans, pour délibérer si je garderais les formes substantielles des anciens et des scolastiques. »

« Toute la nature du corps ne consiste pas seulement dans l'étendue [comme soutient Descartes], c'est-à-dire dans la grandeur, figure et mouvement, mais il faut nécessairement y reconnaître quelque chose qui ait du rapport aux âmes et qu'on appelle communément forme substantielle. »

### Autre
Le philosophe W. V. Quine a intitulé Quiddities, An intermittently Philosophical Dictionary un recueil de pensées diverses : 
- Quiddités, Dictionnaire philosophique par intermittence, traduit de l'anglais par Dominique Goy-Blanquet et Thierry Marchaisse, édition du Seuil, 1992,  (ISBN 2020128357)